# Statsrådssaken
Statsrådssaken var en politisk strid i Norge 1872–1884 under unionstiden. 
Striden gällde statsrådens rätt att delta i Stortingets förhandlingar. Stortinget beslutade inte mindre än fyra gånger, att statsråden skulle ha rätt att deltaga i Stortingets förhandlingar. Detta skedde 1871, 1874, 1877 och 1880. Oskar II vägrade att godkänna besluten. År 1880 beslutade Stortinget att inarbeta statsrådens rätt till parlamentariskt tillträde i den norska grundlagen. Såväl kungen som regeringen motsatte sig detta. Ärendet avgjordes av riksrätten. Genom dess utslag den 27 februari 1884 dömdes statsråden i Christian Selmers regering att betala böter och förlorade, med undantag av Jacob Lerche Johansen, sina ämbeten. Den 1 juli 1884 undertecknade slutligen Oskar II Stortingets beslut.